# 厄爾斯頓 (佛羅里達州)
厄爾頓（英語：Earleton）是位於美國佛羅里達州阿拉楚阿縣的一個非建制地區。該地的面積和人口皆未知。

## 地理
厄爾頓的座標為29°44′38″N 82°06′12″W / 29.74389°N 82.10333°W，而該地的平均海拔高度為55米（即180英尺）。